# Kung Fu Panda 3
Kung Fu Panda 3 è un film d'animazione del 2016, diretto da Jennifer Yuh e Alessandro Carloni; prodotto dai DreamWorks Animation, in co-produzione con la filiale cinese Oriental DreamWorks, e distribuito dalla 20th Century Fox.
Terzo capitolo del franchise e sequel di Kung Fu Panda 2 (2011), anch'esso diretto da Yuh. Il cast vocale è composto dai componenti originari degli altri film, con l'aggiunta di Bryan Cranston nel ruolo del padre biologico di Po e J. K. Simmons nel ruolo dell'antagonista Kai il Collezionista.
Accolto favorevolmente da critica e pubblico, la pellicola è stata lodata per la qualità dell'animazione e l'umorismo.

## Trama
Nel mistico Regno degli Spiriti, Oogway viene attaccato e sconfitto dal malvagio Kai il Collezionista, suo antico nemico, che ruba il suo Chi e lo tramuta in un piccolo amuleto di giada. Prima di soccombere, Oogway avverte Kai che il suo destino è quello di essere sconfitto dal Guerriero Dragone. Kai, incurante dei suoi avvertimenti, accetta la sfida e utilizza il Chi sottratto ad Oogway per tornare nel Mondo dei Mortali per distruggere tutto ciò che Oogway ha creato e cancellarne il ricordo.
Nel Regno dei Mortali, intanto, Shifu annuncia a Po e ai Cinque Cicloni il suo ritiro dalla carica di maestro e passa il ruolo di insegnante del Palazzo di Giada a Po. Il panda però non si sente ancora pronto per tale incarico e infatti i suoi tentativi di addestrare i Cinque Cicloni finiscono disastrosamente. Demoralizzato, Po chiede aiuto a Shifu confidandogli che non vuole prendersi la responsabilità di diventare un maestro. Prima di congedare Po, Shifu gli consiglia di non cercare di cambiare per diventare un insegnante ma cercare di essere solo se stesso, lasciandolo pieno di dubbi.
Nel frattempo, Kai giunge finalmente nel Mondo dei Mortali, i cui abitanti però misteriosamente non si ricordano di lui. Ordina quindi ai suoi schiavi - delle statue di giada di ogni maestro a cui Kai ha sottratto il Chi nel Regno degli Spiriti - di trovare gli allievi di Oogway e portarli da lui. Nella Valle della Pace, Po ritorna al ristorante del suo padre adottivo Mr. Ping dove si confessa con quest'ultimo e scopre che qualcuno sta battendo il suo record di mangiata di ravioli al vapore. Il misterioso individuo si rivela essere un panda di nome Li Shan, che afferma di cercare suo figlio. Po lo riconosce subito come suo padre e i due legano molto in fretta, suscitando la gelosia di Ping. Poco dopo aver presentato suo padre ai suoi amici, il villaggio viene attaccato dagli zombi di giada di Kai, che vengono ritirati da quest'ultimo dopo essersi presentato - senza successo, infatti nessuno sembra sapere chi sia - e aver scoperto la locazione del Palazzo di Giada.
Dopo una lunga ricerca Po e gli altri scoprono la storia segreta di Kai: un tempo lui e Oogway erano grandi amici, tanto da considerarsi fratelli. Entrambi erano generali di una potente armata. Durante un'imboscata, Oogway venne ferito e Kai lo trasportò fino ad un villaggio segreto di panda dove venne curato grazie al potere del Chi, conoscenza che, durante la loro permanenza, i panda tramandarono poi ai due guerrieri. In seguito, la brama di potere di Kai lo portò a tradire il suo amico e a inventare una sua personale tecnica per rubare il Chi degli altri: per questo Oogway fu costretto a sconfiggerlo e ad esiliarlo nel Regno degli Spiriti, per poi cancellare completamente il suo ricordo dal mondo. Se mai fosse tornato sulla terra, l'unico a poterlo sconfiggere sarebbe stato un "Vero Maestro del Chi".
Li Shan afferma di conoscere il potere del Chi e consiglia a Po di venire con lui al villaggio segreto dei panda dove ora vive, per riscoprire cosa voglia dire essere un panda e addestrarlo all'uso del Chi. Li, Po e  Ping si mettono in viaggio, mentre Shifu e i Cinque Cicloni rimangono a proteggere la valle, e Mantide e Gru vengono inviati a rintracciare Kai. Una volta arrivati al villaggio, Po viene iniziato da suo padre agli usi e costumi dei panda (mangiare smisuratamente, rotolare invece di camminare e le arti della bella vita), simpatizzando subito con i vari panda, soprattutto con Mei Mei, la danzatrice col nastro del villaggio. Nonostante la sua missione, Po viene contagiato dalla vita serena dei panda sentendosi per la prima volta bene accetto.
Nel frattempo, Mantide e Gru, insieme a Maestro Orso, Pollo e Croc, trovano Kai, ma vengono sconfitti dallo spirito guerriero che assorbe il loro Chi. Intanto, al villaggio dei panda, Li racconta a Po di sua madre e di come, dopo che il suo villaggio natale fu distrutto da Lord Shen e aver perso sua moglie e Po, fece rifugiare i panda in un villaggio segreto sulle montagne. Intanto Kai arriva al Palazzo di Giada e lo distrugge, ma non prima di aver rubato il Chi di Scimmia, Vipera e Shifu, mentre Tigre riesce a scappare e a raggiungere Po (grazie a una mappa segreta trovata) per avvertirlo che Kai sta arrivando per sconfiggere lui e tutti i panda. Li  ordina a tutti i panda di fuggire ma Po vuole rimanere per combattere Kai, così chiede al padre di insegnargli la mossa del Chi ma questi gli rivela che nessuno la sa più fare e di aver mentito solo per salvargli la vita. Arrabbiato con il padre, Po comincia ad allenarsi in privato, ma dopo essersi confrontato con Tigre capisce che non può farcela da solo.  Ping, messo da parte orgoglio e gelosia, convince Li  ad appoggiare il figlio e convince tutti i panda ad aiutare Po.
Il mattino seguente, Kai arriva al villaggio e manda i suoi zombi di giada a catturare Po, ma questi vengono sconfitti dai panda. Po ha infatti insegnato loro a sfruttare al meglio le loro abilità: come la stazza dei panda, ai bambini a calciare petardi e Mei a usare i nunchaku, mentre lui riesce ad avvicinarsi a Kai per poterlo finire con la Presa del dito Wuxi. Il piano però fallisce (perché quella tecnica funziona soltanto sui mortali) e questo permette a Kai di avere il sopravvento su Po che per salvare tutti decide di usare la Presa su se stesso portando con sé Kai nel Regno degli Spiriti. Furioso, Kai si scaglia su Po, che sta quasi per essere assorbito dallo spirito guerriero, ma tutti i panda, Ping e Tigre, imparando la tecnica del Chi (da un rotolo portato da Tigre, durante la fuga), lo donano a Po; ripresosi, il Guerriero dragone si libera dalla presa di Kai e, dopo aver creato un enorme drago di Chi, ingaggia battaglia contro il nemico e riesce a sopraffarlo. Alla fine, Po dona tutto il suo Chi a Kai, che pensa di aver vinto, ma si rende conto troppo tardi che il potere assorbito è troppo e così Kai muore venendo distrutto, liberando anche tutti i guerrieri che aveva imprigionato.
Nonostante tutto sia tornato alla normalità, Po rimane nel Regno degli Spiriti dove incontra Oogway che finalmente svela il motivo per cui Po è stato scelto come Guerriero dragone: Oogway aveva visto i suoi antenati panda usare benevolmente il Chi e aveva capito che solo un loro discendente avrebbe potuto accomunare passato e futuro, yin e yang, e rivelandosi il suo unico successore. Oogway dona a Po il mistico Bastone della Saggezza per poter tornare nel Mondo dei Mortali; Po ritorna sulla terra dove viene accolto da tutti i suoi conoscenti accettando il suo ruolo di maestro, insegnando la tecnica del "Dono del Chi" ai suoi amici e familiari, tra cui Shifu e i suoi due padri.

## Personaggi
- Po: il panda gigante eroe del film. Grasso, pigro e maldestro come negli episodi precedenti, anche se in questo film appare più serio e riflessivo. Dovrà riuscire a trovare dentro di sé la forza di passare da allievo a maestro. Inoltre, incontrerà finalmente il suo padre biologico Li Shan, da cui apprenderà tutto ciò che significa essere un panda. Alla fine diventerà un grande maestro acquisendo anche il grado di "Maestro del Chi".
- Maestro Shifu: panda rosso, è il saggio maestro di Po. Pienamente fiducioso in Po, in questo film lascerà il suo ruolo di maestro del Palazzo di Giada per ritirarsi a vita privata. Tuttavia combatterà sempre per salvaguardare la Valle della Pace e i suoi allievi.
- I Cinque Cicloni: Tigre, Scimmia, Vipera, Gru e Mantide, sono i protettori della Valle della Pace, nonché aiutanti e amici di Po. Tuttavia nonostante le loro abilità verranno facilmente sconfitti (a parte Tigre) dal perfido Kai.
- Li Shan: è il padre biologico di Po e capo del villaggio segreto dei panda. Dopo che il suo villaggio natale fu distrutto dagli scagnozzi di Shen e aver perso sua moglie e Po (chiamato da loro due "Piccolo Loto") fece rifugiare i panda in un villaggio segreto sulle montagne. Una volta ritrovato Po diventerà molto apprensivo e protettivo nei suoi confronti per timore di perderlo di nuovo. Alla fine del film diventerà molto amico di Mr. Ping e accetterà che suo figlio pratichi missioni pericolose, riscoprendo inoltre insieme agli altri panda il potere benevolo del Chi.
- Kai il Collezionista: l'antagonista principale del film, è uno spirito guerriero malvagio, dalle sembianze di uno yak. Conosciuto anche come il Generale Kai, il Supremo Signore della Guerra di Tutta la Cina, l'Assassino di Giada, il Maestro del Dolore, la Bestia della Vendetta, il Crea-vedove, e il Collezionista, un tempo era un ambizioso comandante militare, grande amico di Oogway, tanto da essere considerato da quest'ultimo come un fratello. Tuttavia la sua brama di potere lo portò a tradire il suo amico e a inventare una sua personale tecnica per rubare il Chi altrui. Per questo fu bandito da Oogway nel Regno degli Spiriti. Kai rimase in esilio nel Regno degli Spiriti per 500 anni durante i quali ha assorbito il Chi di tutti i maestri di Kung fu defunti, e grazie al chi rubato ad Oogway  riesce a tornare nel regno dei mortali, per distruggere il ricordo di quest'ultimo e dominare sulla Cina. Non possiede una vera e propria tecnica di Kung Fu ma lotta con due possenti spade dalla lama di giada che controlla tramite delle lunghe catene. Inoltre può assorbire il Chi altrui imprigionando quest'ultimi in piccoli amuleti di giada, che tiene alla cintura. I guerrieri che cattura possono essere poi da lui evocati sotto forma di zombie di giada (soprannominati Jombies), che può controllare e usare per spiare le mosse dell'avversario. Dopo aver assorbito il Chi di ogni maestro vivente della Cina, tenta di assorbire anche il Chi di Po, ma questi, dopo averlo ricevuto da amici e parenti, lo dona tutto a Kai che viene distrutto dal troppo potere assorbito, liberando i guerrieri che aveva imprigionato. Il disegno di Kai lo ricorda un po' come Drago Bludvist, il personaggio cattivo della serie animata e del secondo film di Dragon Trainer.
- Mr. Ping: un'oca, padre adottivo di Po a cui è molto affezionato. Diventa estremamente geloso quando viene a sapere del ritorno del vero padre di Po, poiché crede che quest'ultimo voglia portarglielo via. Alla fine però i due si chiariranno e diventeranno molto amici.
- Oogway: vecchia e saggia testuggine, passata a miglior vita nel primo film che ora dimora nel Regno degli Spiriti. All'inizio del film viene sconfitto da Kai che ruba il suo Chi e lo trasforma in amuleto di giada. Alla fine del film viene liberato da Po a cui svela il motivo del perché è diventato il Guerriero Dragone. Nonostante il suo carattere saggio e tranquillo è un gran burlone.
- Mei Mei: una giovane panda femmina, attraente e sfacciata, che si prende una cotta per Po. È la più abile danzatrice col nastro del villaggio e per questo molto ammirata. Po le insegnerà anche come utilizzare il nunchaku.
- Maestro Orso, Croc e Pollo: sono rispettivamente un orso, un coccodrillo (già apparso nel precedente film) e un gallo, grandi maestri di Kung Fu. Verranno sconfitti quasi subito da Kai e tramutati in amuleti.
- Maestro Istrice: grande maestro di Kung Fu del passato, uno dei primi Jombies in possesso ed evocato da Kai in combattimento.
- Maestri Tassi: gemelli maestri di Kung Fu del passato, due dei primi Jombies in possesso ed evocati da Kai in combattimento.

## Produzione
Il film è una co-produzione tra la DreamWorks Animation e l'Oriental DreamWorks, uno studio di Shanghai fondato nel 2012 come una partnership tra la DreamWorks e le compagnie Cinesi. Un terzo del film sarà realizzato in Cina, e il resto negli Stati Uniti. Questa è la prima volta che un principale film d'animazione Americano è stato co-prodotto con la Cina. In questo modo, le compagnie potranno attraversare il paese e guadagnare molto di più con un box-office condiviso piuttosto che con un film importato. Per assicurare il successo del film, oltre alla versione inglese, anche la versione cinese del film sarà completamente animata, il che le renderà le uniche versioni con le labbra dei personaggi sincronizzate con le loro voci.
La troupe del secondo film è tornata interamente al lavoro, compresi la regista Jennifer Yuh, la produttrice Melissa Cobb, gli sceneggiatori Jonathan Aibel e Glenn Berger, e Guillermo del Toro sarà nuovamente produttore esecutivo. Inizialmente, Yuh avrebbe diretto il film da sola, ma nel febbraio 2015, Alessandro Carloni è approdato come co-regista. Carloni, che è stato supervisore dell'animazione nel primo film e story artist del secondo, si è unito alla Yuh in seguito alla sua richiesta di rafforzare la regia per garantire il completamento tempestivo del film.
Il 9 aprile 2013, la DreamWorks Animation annunciò che Rebel Wilson, Bryan Cranston e Mads Mikkelsen si erano uniti al cast del film, ma ad aprile 2015 J. K. Simmons ha rimpiazzato Mikkelsen, il cui personaggio era stato riscritto. Cinque mesi dopo, Wilson è stata sostituita da Kate Hudson a causa della programmazione prolungata. Lo studio ha dovuto rianimare scene completamente animate per riflettere al meglio la performance della Hudson.
Il cattivo del film, Kai, è il primo nemico di natura sovrannaturale dell'intera serie; descritto da Guillermo del Toro come "il villain più formidabile al momento", i creatori volevano che fosse completamente diverso dai suoi predecessori. Jennifer Yuh ha spiegato: «Non puoi usare uno più picchiaduro perché Tai Lung era il più picchiaduro. Non puoi usare uno più intelligente perché Shen era il più intelligente. Che strada puoi usare? Devi essere sovrannaturale, più grosso, e anche più intimidatorio».
Il budget del film ammonta a circa 145 milioni di dollari.

## Colonna sonora
Hans Zimmer è tornato a comporre le musiche del film. John Powell non è tornato, invece, perché era occupato in altri progetti. La colonna sonora è stata distribuita il 22 gennaio 2016.

## Distribuzione
Il 20 giugno 2015 è stato distribuito il primo trailer in italiano. La data d'uscita al cinema è stata fissata per il 29 gennaio 2016 negli USA, mentre in Italia il 17 marzo 2016.

### Edizione italiana
La direzione del doppiaggio e i dialoghi italiani sono a cura di Francesco Vairano, per conto della Cast Doppiaggio Srl. Rispetto ai primi due film Danilo De Girolamo (scomparso nel 2012) è stato sostituito da Oreste Baldini per doppiare il personaggio di Gru.

## Accoglienza

### Incassi
Il film ha incassato 143528619 $ in Nordamerica e 377642206 $ nel resto del mondo, per un incasso totale di 521170825 $, risultato più basso della serie, in quanto i precedenti film avevano guadagnato più di 600 milioni di dollari.

### Critica
Il film è stato accolto molto bene dalla critica, su Rotten Tomatoes il film ha una valutazione dell'86% basato su 161 critiche con una media di 6,8/10 che dice: "Kung Fu Panda 3 ha lo splendore visivo necessario, ma col protagonista rotondeggiante, la trama di questo sequel offre divertimento necessario per l'intera famiglia". Su Metacritic ha un punteggio del 66 su 100 basato su 22 recensioni che indica come "recensioni generalmente favorevoli".

## Riconoscimenti
- 2016 - MTV Movie Awards[19]
  - Candidatura per la miglior performance virtuale a Jack Black
  - Vincitore per il miglior compositore ad Hans Zimmer

## Sequel
Il 3 dicembre 2010 il capo della DreamWorks, Jeffrey Katzenberg, ha dichiarato la possibilità che Kung Fu Panda abbia altri 3 sequel, portando la serie ad un totale di 6 film. Il 12 agosto 2022 viene fissata la data d’uscita del quarto film, ovvero l'8 marzo 2024.